# Cityway

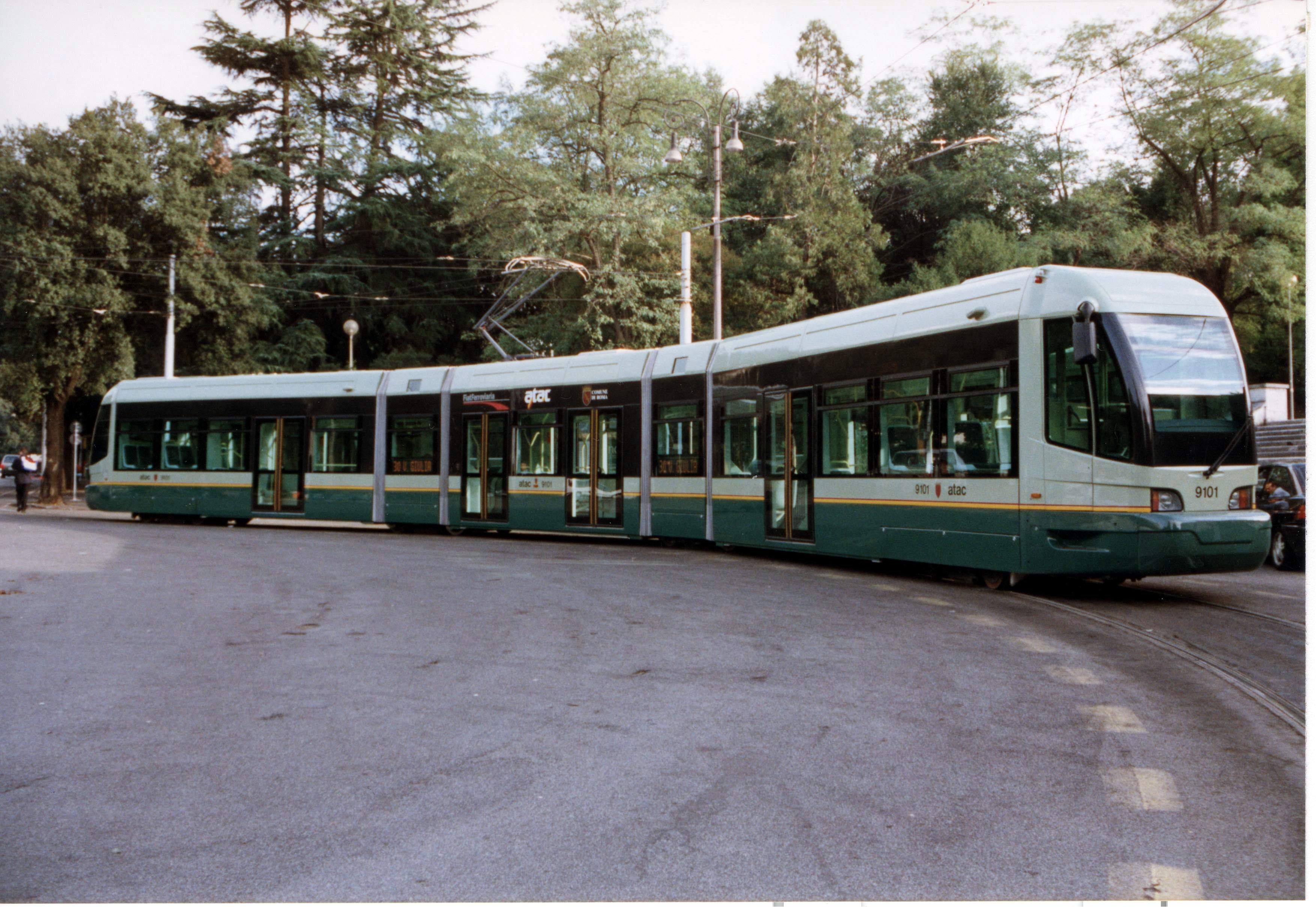
Cityway I in Rome

Cityway is een familie van lagevloertrams ontwikkeld door FIAT die in twee generaties geleverd is van 1997 tot 2003. De Cityway I heeft een asindeling die resulteert in zwevende geleding. Qua verdeling van de assen en geledingen is de Cityway II te vergelijken met de Cityrunner en de Combino.

## Inzet
De Cityway is geleverd aan de volgende Italiaanse steden:
- Tram van Rome, serie 9100 en 9200.[1]
- Tram van Turijn, serie 6000.
- Tram van Messina, serie 01T-15T.